# Stylocellus spinifrons
Espèce
Stylocellus spinifrons est une espèce d'opilions cyphophthalmes de la famille des Stylocellidae.

## Distribution
Cette espèce est endémique du Sarawak en Malaisie.

## Description
La femelle holotype mesure 4 mm.

## Publication originale
- Roewer, 1942 : « Einige neue Arachniden I. » Veröffentlichungen aus dem Deutschen Kolonial- und Übersee-Museum in Bremen, vol. 3, p. 277-280.